# أغنيتوم
Agnitum شركة روسية، وهي الشركة المصنعة لبرامج الحاسوب لأمن الكمبيوتر. تتعاون معها شركات عالمية مثل نوفل وكانون وسوفوس. من أشهر منتجاتها Agnitum Outpost Firewall الذي قامت شركتا نوفل وسوفوس بالاستناد إليه في تطوير منتجاتهما الأمنية.